# Violator (Band)
Violator ist eine Thrash-Metal-Band aus Brasilien, die im Jahre 2002 gegründet wurde. Nachdem sie sechs Jahre im Underground gespielt hatte, unterschrieb die Band beim brasilianischen Label "Kill Again Records" und veröffentlichte das Debütalbum Chemical Assault. Daraufhin folgte eine Tour durch Brasilien und weitere in Frankreich, Paraguay, Argentinien, Chile, Uruguay, Venezuela, Japan, Belgien und Italien.

## Geschichte
Die Band wurde im Jahre 2002 von Pedro Arcanjo (Bass, Gesang), Juan Lerda (Gitarre), Pedro Augusto (Gitarre) und David Araya (Schlagzeug) gegründet. Hauptziel war es, Musik zu machen, die an die Musik von Thrash-Metal-Bands wie Exodus, Vio-lence und Whiplash erinnert.
Nach einem Demo (Killer Instinct, 2002), einer Kompilation (Fast Food Thrash Metal) und einigen Auftritten in Brasilien, bekam Violator die Chance in Paraguay zu spielen. Danach spielte die Band als Vorgruppe für deutsche Thrash-Metal-Größen wie Destruction oder auch für amerikanische Death-Metal-Bands wie Malevolent Creation.
Im Januar 2004 unterschrieb die Band einen Vertrag bei Kill Again Records und man veröffentlichte die EP Violent Mosh. Nach dieser Veröffentlichung ergaben sich schließlich 40 Konzerte in den nächsten zwei Jahren. Violator tourte durch 10 Staaten Brasiliens. Eines dieser Konzerte wurde aufgenommen und auf DVD veröffentlicht, als Teil der ersten Edition des Da Tribo Rock Magazins. Violent Mosh war außerdem die erste Veröffentlichung der Band außerhalb Brasiliens. Die EP wurde als Kassette in Bolivien durch Grim Art Prods veröffentlicht. Sie wurde auf 666 Kopien limitiert. Gegen Ende des Jahres 2005 verließ Gitarrist Juan Leda die Band, um sein Studium in seinem Heimatland Argentinien fortzusetzen. Die Abschiedsshow war mit der finnischen Thrashcore-Band Força Macabra.
Anfang 2006 war Violator somit nur noch zu dritt. Nach sechs Monaten im Orbis Studio debütierte Violator mit ihrem ersten Full-Length-Album Chemical Assault. Márcio Cambito stieg als zweiter Gitarrist ein. Die Band spielte danach einige weitere Konzerte in Brasilien und in Südamerika. 2009 hatten sie die Chance auf dem True Thrash Fest in Osaka, Japan mit Bands wie Hirax, Abigail, Fastkill und Impaler zu spielen. 2010 veröffentlichten Violator die EP Annihilation Process, mit der sie ihren typischen Old-School-Thrash-Metal fortsetzte, den sie seit ihrer Gründung spielte. Die EP war die erste Veröffentlichung mit Marcio Cambito. Die Gruppe tourte durch Europa mit der amerikanischen Thrash-Metal-Band Fueled by Fire. Die Band veröffentlichte 2010 außerdem diverse Split-Alben, unter anderem mit Hirax.

## Diskografie
- 2002: Killer Instinct (Demo)
- 2003: Fast-Food Thrash Metal (Splitalbum mit den Bands Revival, Tsavo und Temenon)
- 2004: Violent Mosh (EP)
- 2005: Violent War (Splitalbum mit Bywar)
- 2007: Chemical Assault (Earache Records)
- 2010: Raging Thrash (Split-EP mit Hirax)
- 2010: Annihilation Process (EP)
- 2010: Thrashing the Tyrants (Splitalbum mit Bandanos)
- 2011: Thrashin United Tour - Live in Santiago 2007 (DVD)
- 2013: Scenarios of Brutality (Kill Again Records)
- 2013: The Fall of Silence (Split-EP mit Farscape)
- 2015: The Kids Will Have Their Say… Again (Split-DVD mit D.E.R.)
- 2017: The Hidden Face of Death (EP)